# Dza jezik
Dza jezik (ISO 639-3: jen; janjo, jen, jenjo), nigersko-kongoanski jezik skupine adamawa, podskupine jen, kojim govori 20 100 ljudi (2000) u nigerijskim državama Taraba i Adamawa.
Dza ili jen je najvažniji jezik podskupine kojoj je dao svoje ime, i koja je dio šire skupine waya-jen. Ima nekoliko dijalekata: kaigama, laredo (ardido) i jaule (joole).

## Vanjske poveznice
- Ethnologue (14th)
- Ethnologue (15th)